# Teodor Bogdan Lubieniecki

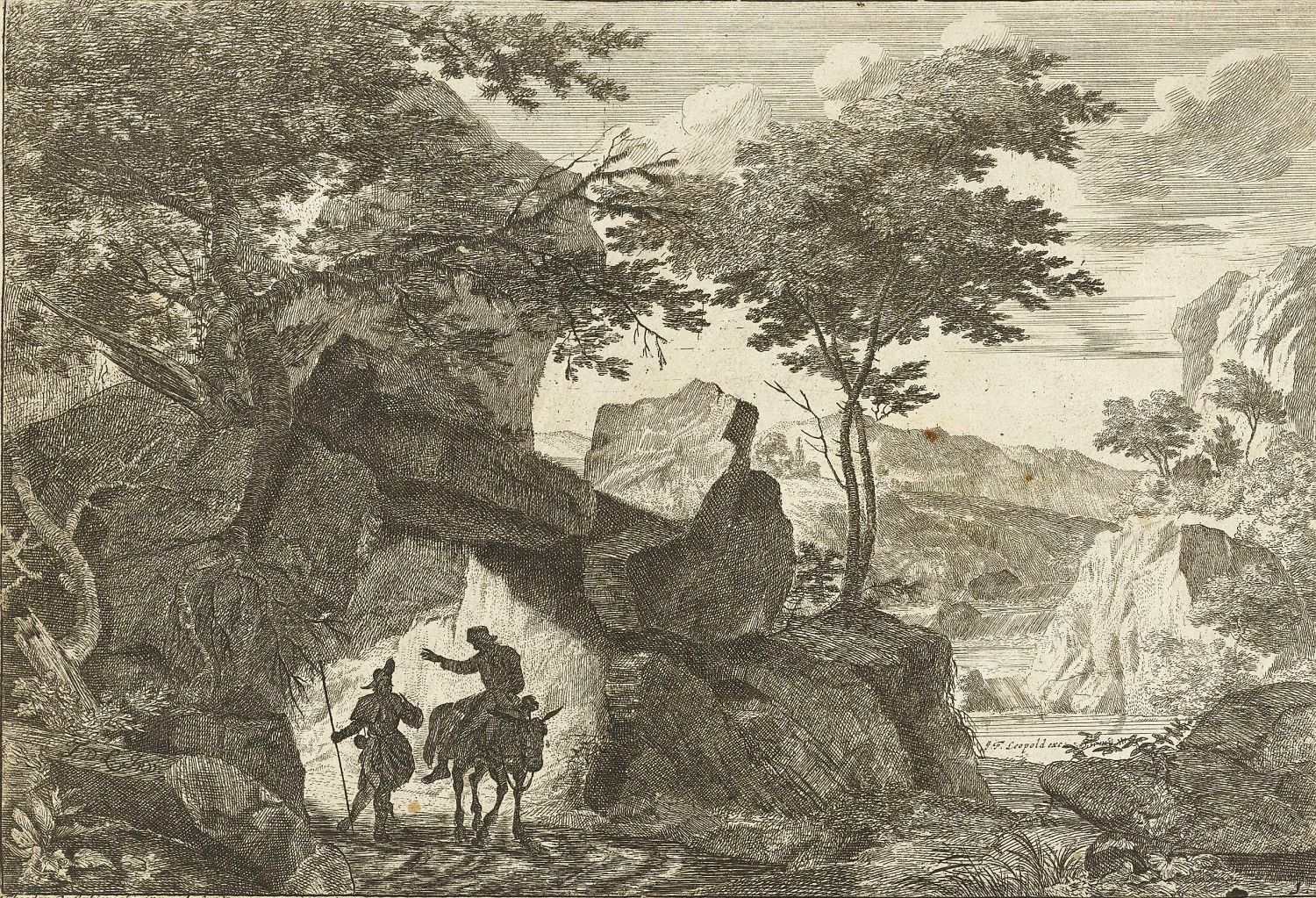
Krajobraz górski z dwoma podróżnymi Rijksmuseum, (1698–1701)

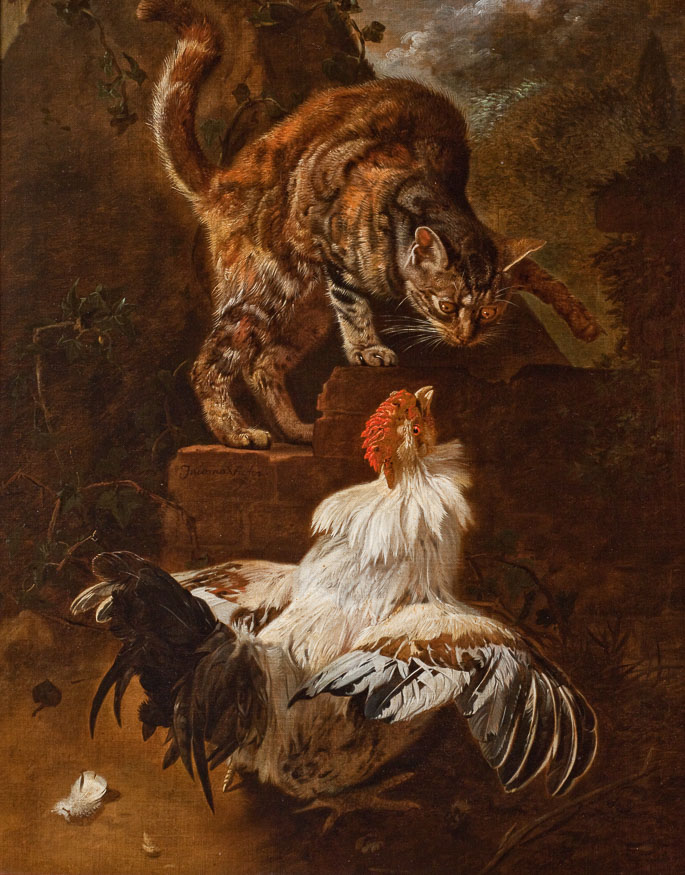
Walka koguta z kotem Muzeum Narodowe w Krakowie, (1674)

Teodor Bogdan Lubieniecki (ur. 1654 w Czarkowach k. Nowego Korczyna lub Siedliskach k. Lublina, zm. 1716 przed 1718 w Nowym Korczynie) – malarz i rytownik epoki baroku urodzony w Polsce. 

## Życie i twórczość
Jego ojcem był Stanisław Lubieniecki, wybitny teolog i pastor braci polskich, a bratem był Krzysztof Lubieniecki. Od 1662 mieszkał w Hamburgu. W 1675 wyjechał do Amsterdamu by uczyć się malarstwa w pracowni Gerarda de Lairesse’a i 27 listopada tego samego roku został członkiem amsterdamskiej parafii kościoła remonstranckiego. W 1678 roku poślubił Agnieszkę Wiszowatą (1650-1680), córkę teologa braci polskich, Andrzeja Wiszowatego. 
Odbył liczne podróże po Europie, odwiedzając między innymi Florencję i Hanower oraz służąc w wojsku jako najemnik. Od 1696 mieszkał w Berlinie. W 1702 został nadwornym malarzem króla Prus Fryderyka I. Związał się z Królewską Akademią Sztuk, wpierw zostając jej adiunktem, a następnie rektorem (1702–1704). W 1706 na stałe wrócił do Rzeczypospolitej i osiadł w okolicach Tarnowa.
Za jego najważniejsze dzieła uznaje się portret Petera Schenka, oraz rysunki masek umierających wojowników. Oprócz nich zachowały się także nieliczne portrety olejne i rytowane krajobrazy fantastyczne. Te ostatnie są uznawane za ciekawy przykład XVII-wiecznego nurtu grafiki pejzażowej. W obrazach Lubienieckiego zauważalne są wpływy współczesnej mu sztuki włoskiej i holenderskiej.
Około 1917 cztery ryciny Lubienieckiego przekazane zostały Muzeum Narodowemu w Warszawie przez kolekcjonera dzieł sztuki Dominika Witke-Jeżewskiego.

## Wybrane dzieła
- Krajobraz antykizujacy, 1698–1701, Muzeum Czartoryskich, Kraków,
- Krajobraz górski z dwoma podróżnymi, akwaforta, papier żeberkowy z filigranem, 1698–1701, Muzeum Narodowe w Warszawie,
- Krajobraz nadwodny z łodzią i postaciami, 1694, olej na desce, 10×14 cm, własność prywatna,
- Mały Bachus z martwą naturą, Muzeum Historyczne w Bielsku-Białej – Zamek książąt Sułkowskich,
- Martwa natura ze świnkami morskimi, Muzeum Narodowe w Krakowie
- Portret Petera Schenka, ok. 1700, Budapeszt,
- Portret rodzinny, 1690, Muzeum Narodowe w Warszawie.